# 黒衣の花嫁
『黒衣の花嫁』（こくいのはなよめ、The Bride Wore Black ）は、コーネル・ウールリッチ（ウィリアム・アイリッシュ）のミステリ・サスペンス小説。フランスで映画化された。

## 出版
原書は1948年刊。
- 1953年 早川書房 Hayakawa Pocket Mystery
- 1963年 金の星社 少女・世界推理名作選集
- 1977年 文研出版 文研の名作ミステリー
- 1979年 春陽堂 少年少女文庫推理名作シリーズ ISBN 4323007043 （『黒衣の花よめ』）
- 1983年 早川書房 ハヤカワ・ミステリ文庫 ISBN 4150706042

## 漫画
- わたなべまさこ - 『炎のカメリア』として『週刊セブンティーン』の1969年 - 1970年に連載。書籍化は1992年に、わたなべまさこ名作集の一冊に収録された。
- 花村えい子 - 主婦の友社の「TOMOコミックス 名作ミステリー」の1冊として1978年に『黒衣の花嫁』を出版。

## 映画
1968年公開のフランス映画。フランソワ・トリュフォー監督。原題「La mariée était en noir」は原作の仏題である。
指輪交換の直前に婚約者を殺された花嫁が、5人の男たちを次々に殺していく復讐劇。
ジャンヌ・モローが『突然炎のごとく』以来6年ぶりにトリュフォー映画に出演した。モローの脚を執拗に映すカメラが特徴的。自他共に認める脚フェチであるトリュフォーの情熱が遺憾なく発揮されている。

### ストーリー
ジュリー（ジャンヌ・モロー）とダヴィッド（セルジュ・ルソー）は幼いころから将来を誓い合った仲だったが、指輪交換の直前に、ダヴィッドは何者かに撃たれて殺されてしまう。ジュリーは冷たくなったフィアンセの指から指輪を抜きとり、復讐を誓う。
その日、教会の向かい側の建物の一室に、5人の男が集まっていた。彼らは狩りと女が好きな独身男であるという以外は何の共通点も持たなかったが、ときどき集まって遊びやおしゃべりに興じるのだった。酒に酔った勢いで、教会の風見鶏を撃ついたずらを思いついたが、誤って花婿を撃ってしまった。5人は一目散に逃げ出し、二度と会うことはなかった。
ジュリーは5年かけて男たちの居場所をつきとめた。1人目のブリス（クロード・リーシュ）はテラスから突き落とし、2人目のコラル（ミシェル・ブーケ）は薬の入った酒を飲ませて毒殺した。3人目のモラーヌ（ミシェル・ロンスダール）は狭い物置に閉じ込めて窒息死させた。モラーヌは死に際に、実際に銃を撃ったのはデルヴォー（ダニエル・ブーランジェ）であることを白状した。ジュリーは娼婦を装ってデルヴォーのもとを訪ねたが、デルヴォーは別の事件で逮捕され、目の前でパトカーに連行されてしまった。ジュリーはひとまず諦め、フェルギュス（シャルル・デネル）のもとに向かった。フェルギュスは有名な画家だったので、ジュリーはモデルを装って彼に近づき、殺す機会を窺うが、ここで思わぬ誤算が起きてしまう。

### キャスト
| 役名               | 俳優                       | 日本語吹替 |
| 役名               | 俳優                       | NETテレビ版 |
| ------------------ | -------------------------- | --- |
| ジュリー・コレール | ジャンヌ・モロー           | 中西妙子 |
| コリ―              | ジャン＝クロード・ブリアリ | 広川太一郎 |
| ファーガス         | シャルル・デネル           | 青野武 |
| モラン             | ミシェル・ロンスダール     | 村越伊知郎 |
| ブリス             | クロード・リーシュ         | 納谷六朗 |
| コラル             | ミシェル・ブーケ           | |
| デルヴォー         | ダニエル・ブーランジェ     | |
| ダヴィッド         | セルジュ・ルソー           | |
| 不明 その他        |                            | 吉沢久嘉 菅谷政子 沼波輝枝 金子亜矢子 京千英子 上田敏也 仲木隆司 村松康雄 石森達幸 浅井淑子 塚田恵美子 中川まり子 落合美穂 |
|                    |                            | |
| 演出               | 演出                       | 小林守夫 |
| 翻訳               | 翻訳                       | 森田瑠美 |
| 効果               | 効果                       | 芦田公雄/熊耳勉 |
| 調整               | 調整                       | 前田仁信 |
| 制作               | 制作                       | 東北新社 |
| 解説               | 解説                       | 淀川長治 |
| 初回放送           | 初回放送                   | 1974年3月24日 『日曜洋画劇場』                                                                                             |

### パロディ等
- ジュリーがモラーヌを殺したあとで乗る飛行機は「813」便。「813」はアルセーヌ・ルパンシリーズの一篇『813』にちなんだ数字であり、『柔らかい肌』でホテルの部屋番号として登場して以来、一種のお約束としてトリュフォーが愛用している。
- ベッケル先生の名前は映画監督のジャック・ベッケルから。
- フェルギュスが壁に描いたジュリーの絵はマネの『オランピア』のパロディー。デルヴォーはポール・デルヴォー、ダヴィッドはジャック＝ルイ・ダヴィッドから。